# Pristiphora appendiculata
Pristiphora appendiculata ist eine Blattwespe aus der Unterfamilie Nematinae. Die Art wurde von dem deutschen Forstwissenschaftler Theodor Hartig im Jahr 1837 als Nematus appendiculata erstbeschrieben. Das lateinische Art-Epitheton appendiculata bedeutet „mit einem kleinen Anhang“.

## Taxonomie
Pristiphora appendiculata gehört zur ruficornis-Artengruppe. Diese ist in der Nordwest-Paläarktis mit 17 Arten vertreten. P. appendiculata bildet zusammen mit der sehr nahe verwandten Art P. ribisi die so genannte appendiculata-Untergruppe. Diese stellt ein Schwestertaxon zu den restlichen Arten der Klade dar.

## Merkmale
Die etwa 5 mm langen Blattwespen besitzen einen überwiegend schwarzen Körper. Die Beine sind gelb. Im Gegensatz zu den anderen Blattwespen der ruficornis-Gruppe in der Nordwest-Paläarktis weist P. appendiculata ein glattes Mesopostnotum sowie Klauen ohne einen subapikalen Zahn auf. Die nahe verwandte Art P. ribisi, die in der Ost-Paläarktis vorkommt, unterscheidet sich nicht in diesen Merkmalen, hat jedoch eine abweichende Gestalt der Säge.
Die Afterraupen sind fast vollständig grün gefärbt. Die Coxae der Brustbeine sind verdunkelt. Außerdem weist die Kopfkapsel ein dunkles Fleckenmuster auf. Im letzten Larvenstadium bildet dieses einen braunschwarzen Streifen entlang der Quernaht auf der Stirn.
Das Analtergum des Hinterleibs ist gelb.

## Verbreitung
Pristiphora appendiculata besitzt eine holarktische Verbreitung. In Europa kommt die Art hauptsächlich im Norden (Fennoskandinavien, Britische Inseln) und in Mitteleuropa vor. Im Osten reicht das Verbreitungsgebiet bis nach Sibirien. In Nordamerika ist sie ebenfalls weit verbreitet. Dort reicht ihr Vorkommen von Neufundland und Labrador und North Carolina an der Atlantikküste bis nach British Columbia und Kalifornien an der Pazifikküste.

## Lebensweise
Die Blattwespen beobachtet man von April bis Oktober. Die Art bildet in der Regel vier oder mehr Generationen im Jahr. Sie gilt als thelytok. Es gibt fast ausschließlich Weibchen. Pristiphora appendiculata ist in der Wahl ihrer Wirtspflanzen auf die Gattung Ribes beschränkt. Zu dieser Pflanzengattung gehören die Alpen-Johannisbeere (Ribes alpinum), die Rote Johannisbeere (Ribes rubrum), die Stachelbeere (Ribes uva-crispa), die Gold-Johannisbeere (Ribes aureum), die Blut-Johannisbeere (Ribes sanguineum), die Schwarze Johannisbeere (Ribes nigrum) und die Ährige Johannisbeere (Ribes spicatum). Die Weibchen legen ihre Eier gewöhnlich in einer kleinen Ritze am Rand der Blattspreite ab, manchmal auch im Blattinneren nahe einer Blattader. Es wird üblicherweise ein Ei pro Blatt abgelegt. Die geschlüpften Larven leben solitär. Sie fressen vom Blattrand ihrer Wirtspflanzen. Sie durchlaufen vier bis fünf Stadien. Die Art weist keine präpupale Häutung auf. Die Larven verpuppen sich schließlich auf der Blattunterseite oder zwischen zwei Blättern. Die Larven der überwinternden Generation graben sich in die Erde und spinnen dort einen Kokon, in dem sie sich verpuppen.
Pristiphora appendiculata wird gelegentlich als ein Schädling an Johannisbeeren und Stachelbeeren betrachtet, wobei andere Blattwespen-Arten wesentlich größere Schäden anrichten können. Im Deutschen ist die Art auch als „Schwarze Stachelbeerblattwespe“ bekannt. Im Englischen heißt sie auch „small gooseberry sawfly“ („Kleine Stachelbeersägewespe“).

## Taxonomie
In der Literatur finden sich folgende Synonyme:
- Diphadnus fuscicornis (Hartig, 1837)
- Nematus cathoraticus Förster, 1854
- Nematus fuscicornis Hartig, 1837
- Nematus ghilianii A. Costa, 1894
- Nematus hypobalius Zaddach in Brischke, 1884
- Nematus pallicornis Norton, 1861
- Nematus pallipes Audinet-Serville, 1823 nec Fallén, 1808
- Nematus peletieri André, 1880
- Nematus pumilus Zaddach in Brischke, 1884
- Nematus vitreipennis Kawall, 1864
- Pristiphora anivskiensis Haris, 2006
- Pristiphora grossulariae Walsh & Riley, 1869
- Pristiphora pallipes (Audinet-Serville, 1823)

## Bilder

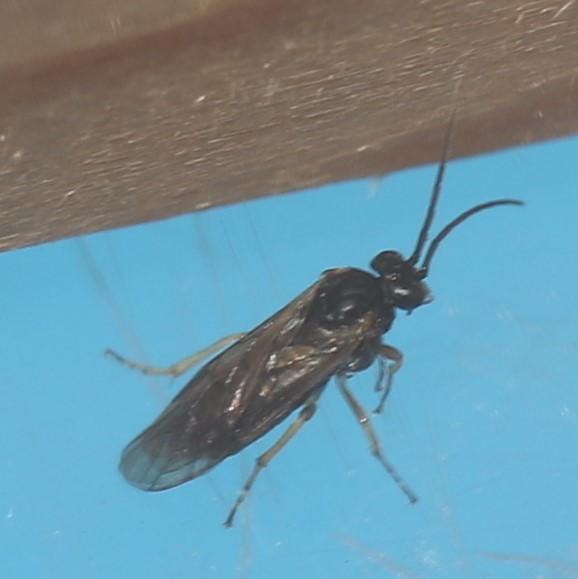
♀
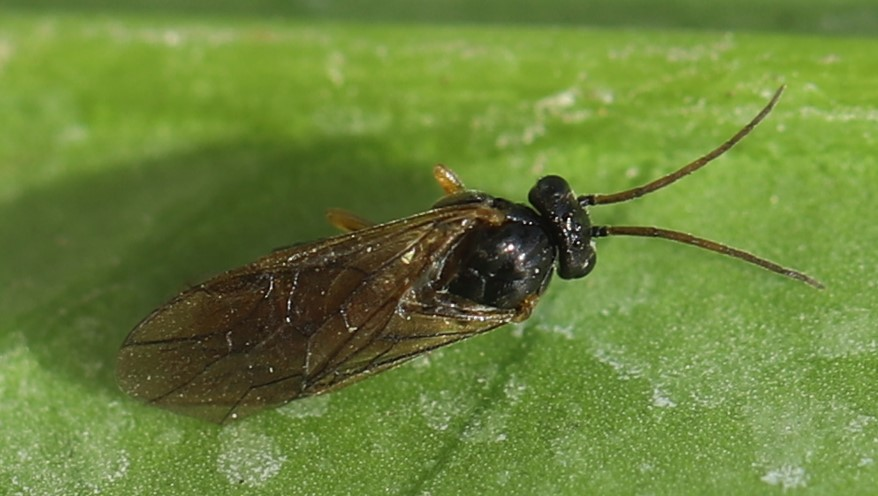
♀ Dorsalansicht
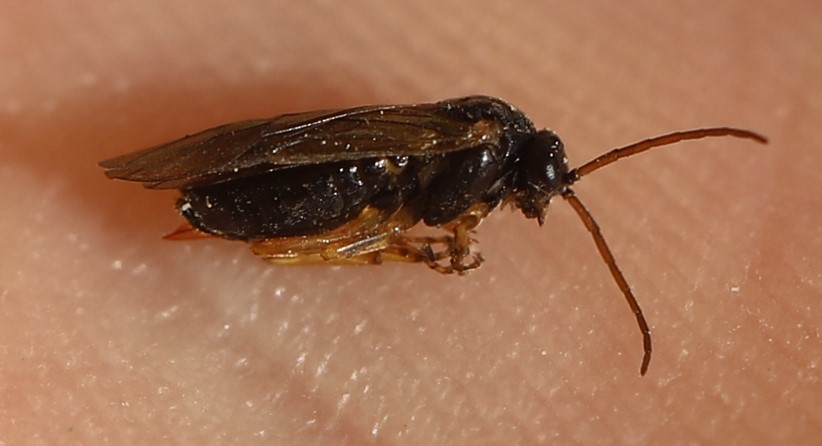
♀ Seitenansicht; Sägescheide erkennbar
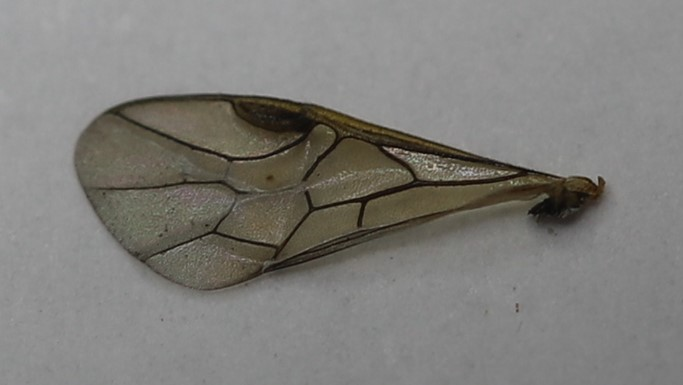
♀ Vorderflügel
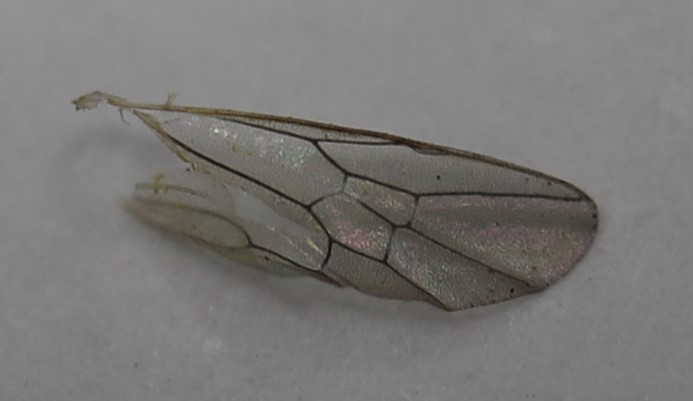
♀ Hinterflügel (von oben)
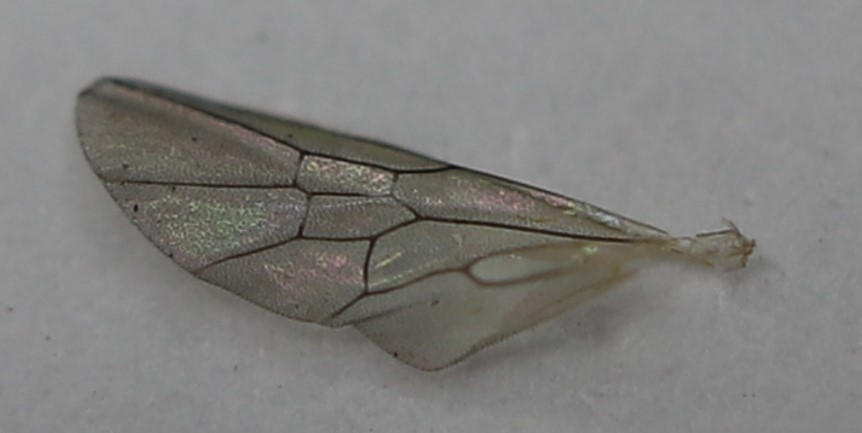
♀ Hinterflügel (von unten)